# Alpenvereinseinteilung der Ostalpen
     Nördliche Ostalpen
     Zentrale Ostalpen
     Südliche Ostalpen
     Westliche Ostalpen

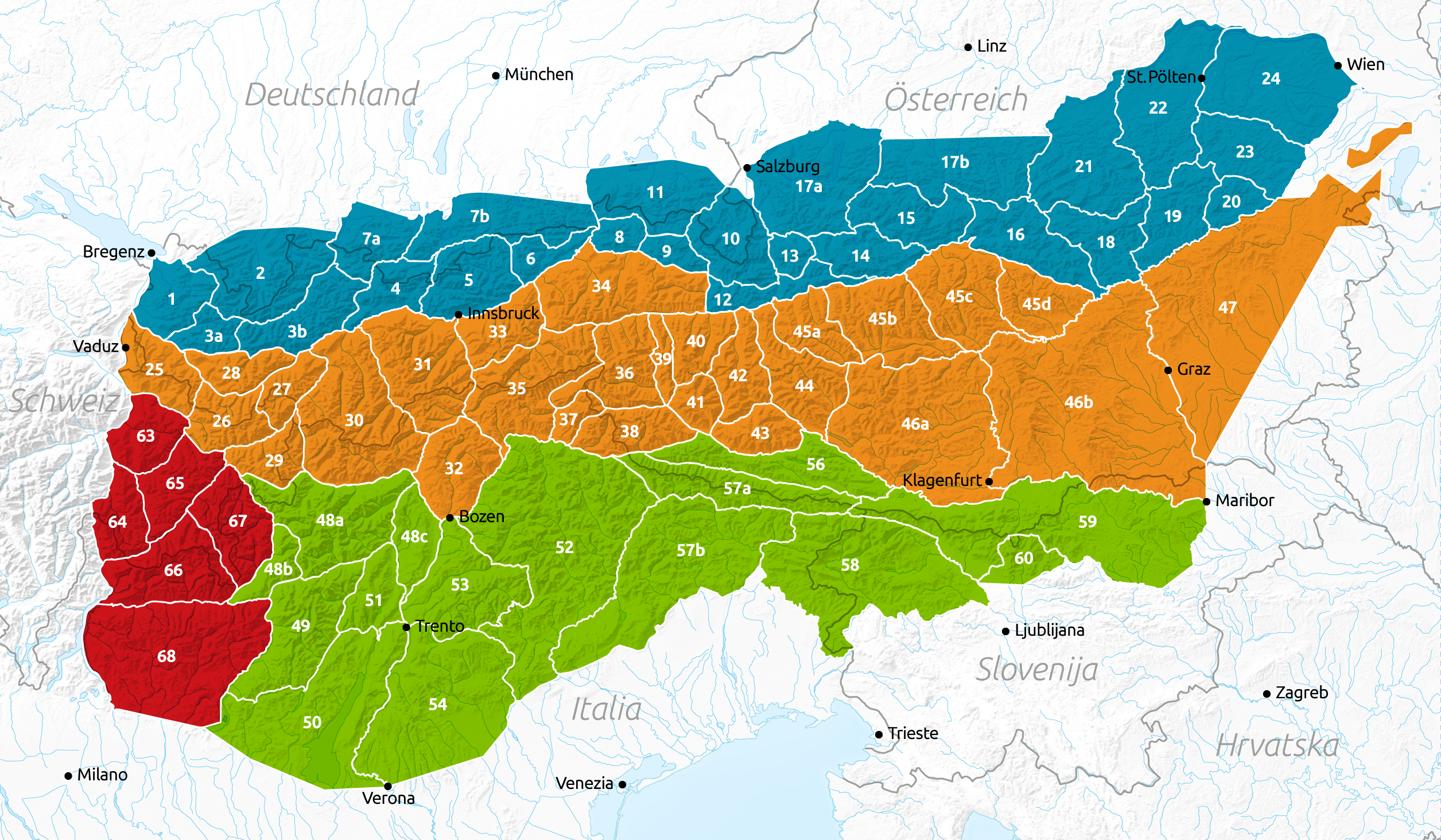
Mapa Alp Wschodnich z granicami i numeracją grup górskich według AVE
Nördliche Ostalpen
Zentrale Ostalpen
Südliche Ostalpen
Westliche Ostalpen

Alpenvereinseinteilung der Ostalpen (AVE, podział Alp  Wschodnich według Alpenverein) – opublikowana w 1984 klasyfikacja pasm  górskich Alp Wschodnich, która wyróżnia 75 pasm górskich w  tej części Alp, pogrupowanych w cztery dominujące jednostki. Została  opracowana wspólnie przez kluby alpejskie z trzech państw: Österreichischer  Alpenverein (Austria), Deutscher Alpenverein (Niemcy) i  Alpenverein Südtirol (Włochy, zrzeszający niemiecko- i  ladyńskojęzycznych mieszkańców Południowego Tyrolu).

## Lista grup górskich Alp Wschodnich wedługAVE, 1984
| Nr AVE | Nazwa                                                                              | Mapa                                            | Jednostki dominujące                                         | Państwo                          | Najwyższy szczyt           | Wysokość (m n.p.m.) | Zdjęcie                                               |
| ------ | ---------------------------------------------------------------------------------- | ----------------------------------------------- | ------------------------------------------------------------ | -------------------------------- | -------------------------- | ------------------- | ----------------------------------------------------- |
| 1      | Las Bregencki; Bregenzer Wald                                                      |                                                 | Nördliche Ostalpen Północne Alpy Wapienne                    | Austria                          | Glatthorn                  | 2134                | Glatthorn (2134 m n.p.m.)                             |
| 2      | Alpy Algawskie; Allgäuer Alpen                                                     |                                                 | Nördliche Ostalpen Północne Alpy Wapienne                    | Niemcy Austria                   | Großer Krottenkopf         | 2657                | Großer Krottenkopf (2657 m n.p.m.)                    |
| 3a     | Lechquellengebirge                                                                 |                                                 | Nördliche Ostalpen Północne Alpy Wapienne                    | Austria                          | Große Wildgrubenspitze     | 2753                | Große Wildgrubenspitze (2753 m n.p.m.)                |
| 3b     | Alpy Lechtalskie; Lechtaler Alpen                                                  |                                                 | Nördliche Ostalpen Północne Alpy Wapienne                    | Austria                          | Parseierspitze             | 3036                | Parseierspitze (3036 m n.p.m.)                        |
| 4      | Wettersteingebirge und Mieminger Kette                                             |                                                 | Nördliche Ostalpen Północne Alpy Wapienne                    | Austria Niemcy                   | Zugspitze Hochplattig      | 2962 2768           | Zugspitze (2962 m n.p.m.)                             |
| 5      | Karwendel                                                                          |                                                 | Nördliche Ostalpen Północne Alpy Wapienne                    | Austria Niemcy                   | Birkkarspitze              | 2749                | Birkkarspitze (2749 m n.p.m.)                         |
| 6      | Brandenberger Alpen (Rofangebirge)                                                 |                                                 | Nördliche Ostalpen Północne Alpy Wapienne                    | Austria                          | Hochiss                    | 2299                | Hochiss (2299 m n.p.m.)                               |
| 7a     | Ammergauer Alpen                                                                   |                                                 | Nördliche Ostalpen Północne Alpy Wapienne                    | Niemcy Austria                   | Daniel                     | 2340                | Daniel (2340 m n.p.m.)                                |
| 7b     | Bayerische Voralpen                                                                |                                                 | Nördliche Ostalpen Północne Alpy Wapienne                    | Niemcy Austria                   | Krottenkopf                | 2086                | Krottenkopf (2086 m n.p.m.)                           |
| 8      | Kaisergebirge                                                                      |                                                 | Nördliche Ostalpen Północne Alpy Wapienne                    | Austria                          | Ellmauer Halt              | 2344                | Ellmauer Halt (2344 m n.p.m.)                         |
| 9      | Leoganger und Loferer Steinberge                                                   |                                                 | Nördliche Ostalpen Północne Alpy Wapienne                    | Austria                          | Birnhorn Großes Ochsenhorn | 2634 2511           | Birnhorn (2511 m n.p.m.)                              |
| 10     | Alpy Berchtesgadeńskie; Berchtesgadener Alpen                                      |                                                 | Nördliche Ostalpen Północne Alpy Wapienne                    | Austria Niemcy                   | Hochkönig                  | 2941                | Hochkönig (2941 m n.p.m.)                             |
| 11     | Chiemgauer Alpen                                                                   |                                                 | Nördliche Ostalpen Północne Alpy Wapienne                    | Niemcy Austria                   | Sonntagshorn               | 1961                | Sonntagshorn (1961 m n.p.m.)                          |
| 12     | Salzburger Schieferalpen                                                           | Położenie Salzburger Schieferalpen na mapie Alp | Nördliche Ostalpen Północne Alpy Wapienne lub Alpy Centralne | Austria                          | Hundstein                  | 2117                | Hundstein (2117 m n.p.m.)                             |
| 13     | Tennengebirge                                                                      | Położenie Tennengebirge na mapie Alp            | Nördliche Ostalpen Północne Alpy Wapienne (Alpy Salzburskie) | Austria                          | Raucheck                   | 2430                | Tennengebirge, po środku Raucheck (2430 m n.p.m.)     |
| 14     | Dachstein                                                                          | Położenie Dachsteinu na mapie Alp               | Nördliche Ostalpen Północne Alpy Wapienne (Alpy Salzburskie) | Austria                          | Hoher Dachstein            | 2995                | Hoher Dachstein (2995 m n.p.m.) na zdjęciu z samolotu |
| 15     | Totes Gebirge                                                                      | Położenie Totes Gebirge na mapie Alp            | Nördliche Ostalpen Północne Alpy Wapienne (Alpy Salzburskie) | Austria                          | Großer Priel               | 2515                | Großer Priel (2515 m n.p.m.)                          |
| 16     | Alpy Ennstalskie; Ennstaler Alpen                                                  | Położenie Alp Ennstalskich na mapie Alp         | Nördliche Ostalpen Północne Alpy Wapienne                    | Austria                          | Hochtor                    | 2369                | Hochtor (2369 m n.p.m.)                               |
| 17a    | Salzkammergut-Berge                                                                |                                                 | Nördliche Ostalpen Północne Alpy Wapienne                    | Austria                          | Gamsfeld                   | 2027                | Gamsfeld (2027 m n.p.m.))                             |
| 17b    | Oberösterreichische Voralpen                                                       |                                                 | Nördliche Ostalpen Północne Alpy Wapienne                    | Austria                          | Hoher Nock                 | 1963                | Hoher Nock (1963 m n.p.m.)                            |
| 18     | Hochschwabgruppe                                                                   |                                                 | Nördliche Ostalpen Północne Alpy Wapienne                    | Austria                          | Hochschwab                 | 2277                | Hochschwab (2277 m n.p.m.)                            |
| 19     | Mürzsteger Alpen                                                                   |                                                 | Nördliche Ostalpen Północne Alpy Wapienne                    | Austria                          | Hohe Veitsch               | 1981                | Hohe Veitsch (1981 m n.p.m.)                          |
| 20     | Rax-Schneeberg-Gruppe                                                              |                                                 | Nördliche Ostalpen Północne Alpy Wapienne                    | Austria                          | Klosterwappen              | 2076                | Schneeberg (2076 m n.p.m.)                            |
| 21     | Ybbstaler Alpen                                                                    |                                                 | Nördliche Ostalpen Północne Alpy Wapienne                    | Austria                          | Hochstadl                  | 1919                | Hochstadl (1919 m n.p.m.)                             |
| 22     | Türnitzer Alpen                                                                    |                                                 | Nördliche Ostalpen Północne Alpy Wapienne                    | Austria                          | Großer Sulzberg            | 1400                | Großer Sulzberg (1400 m n.p.m.)                       |
| 23     | Gutensteiner Alpen                                                                 |                                                 | Nördliche Ostalpen Północne Alpy Wapienne                    | Austria                          | Reisalpe                   | 1399                | Reisalpe (1399 m n.p.m.)                              |
| 24     | Las Wiedeński; Wienerwald                                                          |                                                 | Nördliche Ostalpen Północne Alpy Wapienne                    | Austria                          | Schöpfl                    | 893                 | Schöpfl (893 m n.p.m.)                                |
| 25     | Rätikon                                                                            |                                                 | Zentrale Ostalpen Alpy Centralne (Alpy Retyckie)             | Szwajcaria Austria Liechtenstein | Schesaplana                | 2964                | Schesaplana (2964 m n.p.m.)                           |
| 26     | Silvretta                                                                          |                                                 | Zentrale Ostalpen Alpy Centralne (Alpy Retyckie)             | Szwajcaria Austria               | Piz Linard                 | 3411                | Piz Linard (3411 m n.p.m.)                            |
| 27     | Samnaungruppe                                                                      |                                                 | Zentrale Ostalpen Alpy Centralne (Alpy Retyckie)             | Austria Szwajcaria               | Muttler                    | 3294                | Muttler (3294 m n.p.m.)                               |
| 28     | Ferwallgruppe                                                                      |                                                 | Zentrale Ostalpen Alpy Centralne (Alpy Retyckie)             | Austria                          | Hoher Riffler              | 3168                | Hoher Riffler (3168 m n.p.m.)                         |
| 29     | Sesvennagruppe; Alpi della Val Müstair                                             |                                                 | Zentrale Ostalpen Alpy Centralne (Alpy Retyckie)             | Szwajcaria Włochy Austria        | Piz Sesvenna               | 3204                | Piz Sesvenna (3204 m n.p.m.)                          |
| 30     | Alpy Ötztalskie; Ötztaler Alpen; Alpi Venoste                                      |                                                 | Zentrale Ostalpen Alpy Centralne (Alpy Retyckie)             | Austria Włochy                   | Wildspitze                 | 3768                | Wildspitze (3768 m n.p.m.)                            |
| 31     | Stubaier Alpen                                                                     | Położenie Stubaier Alpen na mapie Alp           | Zentrale Ostalpen Alpy Centralne (Alpy Retyckie)             | Austria Włochy                   | Zuckerhütl                 | 3507                | Zuckerhütl (3507 m n.p.m.)                            |
| 32     | Sarntaler Alpen                                                                    |                                                 | Zentrale Ostalpen Alpy Centralne (Alpy Retyckie)             | Włochy                           | Hirzer Spitze              | 2781                | Hirzer (2781 m, links)                                |
| 33     | Tuxer Alpen                                                                        |                                                 | Zentrale Ostalpen Alpy Centralne                             | Austria                          | Lizumer Reckner            | 2884                | Lizumer Reckner (2884 m n.p.m.)                       |
| 34     | Alpy Kitzbühelskie; Kitzbüheler Alpen                                              |                                                 | Zentrale Ostalpen Alpy Centralne                             | Austria                          | Kreuzjoch                  | 2558                | Kreuzjoch (2558 m n.p.m.)                             |
| 35     | Alpy Zillertalskie; Zillertaler Alpen; Alpi della Zillertal                        | Położenie Alp Zillertalskich na mapie Alp       | Zentrale Ostalpen Alpy Centralne                             | Austria Włochy                   | Hochfeiler                 | 3510                | Hochfeiler (3510 m n.p.m.)                            |
| 36     | Venedigergruppe; Gruppo del Venediger                                              | Położenie Venedigergruppe na mapie Alp          | Zentrale Ostalpen Alpy Centralne (Wysokie Taury)             | Austria Włochy                   | Großvenediger              | 3657                | Großvenediger (3657 m n.p.m.)                         |
| 37     | Rieserfernergruppe; Vedrette di Ries                                               |                                                 | Zentrale Ostalpen Alpy Centralne (Wysokie Taury)             | Włochy Austria                   | Hochgall                   | 3436                | Hochgall (3436 m n.p.m.)                              |
| 38     | Villgratner Berge; Monti del Villgraten                                            |                                                 | Zentrale Ostalpen Alpy Centralne (Wysokie Taury)             | Austria Włochy                   | Weiße Spitze               | 2962                | Weiße Spitze (2962 m n.p.m., po lewej)                |
| 39     | Granatspitzgruppe                                                                  |                                                 | Zentrale Ostalpen Alpy Centralne (Wysokie Taury)             | Austria                          | Großer Muntanitz           | 3232                | Großer Muntanitz (3232 m n.p.m.)                      |
| 40     | Glocknergruppe                                                                     |                                                 | Zentrale Ostalpen Alpy Centralne (Wysokie Taury)             | Austria                          | Großglockner               | 3798                | Großglockner (3798 m n.p.m.)                          |
| 41     | Schobergruppe                                                                      | Położenie Schobergruppe na mapie Alp            | Zentrale Ostalpen Alpy Centralne (Wysokie Taury)             | Austria                          | Petzeck                    | 3283                | Petzeck (3283 m n.p.m.)                               |
| 42     | Goldberggruppe                                                                     |                                                 | Zentrale Ostalpen Alpy Centralne (Wysokie Taury)             | Austria                          | Hocharn                    | 3254                | Hocharn (3254 m n.p.m.)                               |
| 43     | Kreuzeckgruppe                                                                     |                                                 | Zentrale Ostalpen Alpy Centralne (Wysokie Taury)             | Austria                          | Mölltaler Polinik          | 2784                | Mölltaler Polinik (2784 m n.p.m.)                     |
| 44     | Ankogelgruppe                                                                      |                                                 | Zentrale Ostalpen Alpy Centralne (Wysokie Taury)             | Austria                          | Hochalmspitze              | 3360                | Hochalmspitze (3360 m n.p.m.)                         |
| 45a    | Radstädter Tauern                                                                  |                                                 | Zentrale Ostalpen Alpy Centralne (Niskie Taury)              | Austria                          | Weißeck                    | 2711                | Weißeck (2711 m n.p.m.)                               |
| 45b    | Schladminger Tauern                                                                |                                                 | Zentrale Ostalpen Alpy Centralne (Niskie Taury)              | Austria                          | Hochgolling                | 2862                | Hochgolling (2862 m n.p.m.)                           |
| 45c    | Rottenmanner und Wölzer Tauern                                                     |                                                 | Zentrale Ostalpen Alpy Centralne (Niskie Taury)              | Austria                          | Rettlkirchspitze           | 2475                | Rettlkirchspitze (2475 m n.p.m.)                      |
| 45d    | Seckauer Tauern                                                                    |                                                 | Zentrale Ostalpen Alpy Centralne (Niskie Taury)              | Austria                          | Geierhaupt                 | 2417                | Geierhaupt (2417 m n.p.m.)                            |
| 46a    | Alpy Gurktalskie; Gurktaler Alpen; Nockberge                                       |                                                 | Zentrale Ostalpen Alpy Centralne (Alpy Noryckie)             | Austria                          | Eisenhut                   | 2441                | Eisenhut (2441 m n.p.m.) ponad jeziorem Schwarzsee    |
| 46b    | Lavanttaler Alpen; Labotniške Alpe                                                 |                                                 | Zentrale Ostalpen Alpy Centralne (Alpy Noryckie)             | Austria Słowenia                 | Zirbitzkogel               | 2396                | Zirbitzkogel (2396 m n.p.m.)                          |
| 47     | Randgebirge östlich der Mur                                                        |                                                 | Zentrale Ostalpen Alpy Centralne                             | Austria Węgry                    | Stuhleck                   | 1782                | Summit cross on the Stuhleck (1782 m n.p.m.)          |
| 48a    | Ortler-Alpen; Gruppo Ortles-Cevedale                                               |                                                 | Südliche Ostalpen (Alpy Retyckie)                            | Włochy Szwajcaria                | Ortler                     | 3905                | Ortler (3905 m n.p.m.)                                |
| 48b    | Gruppo Sobretta-Gavia (Sobretta-Gavia-Gruppe)                                      | Położenie Gruppo Sobretta-Gavia na mapie Alp    | Südliche Ostalpen (Alpy Retyckie)                            | Włochy                           | Monte Sobretta             | 3296                | Monte Sobretta (3296 m n.p.m.)                        |
| 48c    | Nonsberggruppe; Alpi della Val di Non                                              |                                                 | Südliche Ostalpen (Alpy Retyckie)                            | Włochy                           | Laugenspitze               | 2434                | Laugenspitze (2434 m n.p.m.)                          |
| 49     | Alpi dell’Adamello e della Presanella (Adamello-Presanella-Alpen)                  |                                                 | Südliche Ostalpen (Alpy Retyckie)                            | Włochy                           | Cima Presanella            | 3556                | Cima Presanella (3556 m n.p.m.)                       |
| 50     | Prealpi Gardesane (Gardaseeberge)                                                  | Położenie Prealpi Gardesane na mapie Alp        | Südliche Ostalpen Południowe Alpy Wapienne                   | Włochy                           | Monte Cadria               | 2254                |                                                       |
| 51     | Dolomiti di Brenta (Brenta-Gruppe)                                                 |                                                 | Südliche Ostalpen Południowe Alpy Wapienne (Alpy Retyckie)   | Włochy                           | Cima Tosa                  | 3173                | Cima Tosa (3173 m n.p.m.)                             |
| 52     | Dolomity Dolomiti; Dolomiten                                                       | Położenie Dolomitów na mapie Alp                | Südliche Ostalpen Południowe Alpy Wapienne                   | Włochy                           | Marmolada                  | 3343                | Marmolata (3343 m n.p.m.)                             |
| 53     | Dolomiti di Fiemme; Fleimstaler Alpen                                              |                                                 | Südliche Ostalpen Południowe Alpy Wapienne                   | Włochy                           | Cima d’Asta                | 2847                | Cima d’Asta (2847 m n.p.m.)                           |
| 54     | Prealpi Vicentine (Vizentiner Alpen)                                               |                                                 | Südliche Ostalpen Południowe Alpy Wapienne                   | Włochy                           | Cima Dodici                | 2336                | Cima Dodici (2336 m n.p.m.)                           |
| 55     | do 1984 (Belluneser Alpen)                                                         | ZZ                                              | ZZ                                                           | ZZ                               | ZZ                         | —                   | ZZ                                                    |
| 56     | Alpy Gailtalskie; Gailtaler Alpen                                                  | Położenie Alp Gailtalskich na mapie Alp         | Südliche Ostalpen Południowe Alpy Wapienne                   | Austria                          | Große Sandspitze           | 2770                | Große Sandspitze (2770 m n.p.m.)                      |
| 57a    | Karnischer Hauptkamm; Alpi Carniche                                                | Położenie Karnischer Hauptkamm na mapie Alp     | Südliche Ostalpen Południowe Alpy Wapienne                   | Austria Włochy                   | Hohe Warte                 | 2780                | Hohe Warte (2780 m n.p.m.)                            |
| 57b    | Prealpi Carniche (Südliche Karnische Alpen)                                        | Położenie Prealpi Carniche na mapie Alp         | Südliche Ostalpen Południowe Alpy Wapienne                   | Włochy                           | Cima dei Preti             | 2706                | Cima dei Preti (2706 m n.p.m.)                        |
| 58     | Alpy Julijskie; Julijske Alpe; Alpi Giulie (Julische Alpen)                        | Położenie Alp Julijskich na mapie Alp           | Südliche Ostalpen Południowe Alpy Wapienne                   | Słowenia Włochy                  | Triglav                    | 2864                | Triglav (2864 m n.p.m.)                               |
| 59     | Karawanki i Pohorje; Caravanche; Karavánke, Pohorje (Karawanken und Bachergebirge) |                                                 | Südliche Ostalpen Południowe Alpy Wapienne                   | Austria Słowenia Włochy          | Hochstuhl Črni Vrh         | 2237 1543           | Hochstuhl (2237 m n.p.m.)                             |
| 60     | Alpy Kamnickie; Steiner Alpen; Kamniško-Savinjske Alpe                             |                                                 | Südliche Ostalpen Południowe Alpy Wapienne                   | Słowenia Austria                 | Grintovec                  | 2558                | Grintovec (2558 m n.p.m.)                             |
| 61     | Obszary pozaalpejskie w Austrii                                                    | ZZ                                              | ZZ                                                           | ZZ                               | ZZ                         | —                   | ZZ                                                    |
| 62     | Obszary pozaalpejskie w Niemczech                                                  | ZZ                                              | ZZ                                                           | ZZ                               | ZZ                         | —                   | ZZ                                                    |
| 63     | Plessur-Alpen                                                                      |                                                 | Westliche Ostalpen (Alpy Retyckie)                           | Szwajcaria                       | Aroser Rothorn             | 2980                | Aroser Rothorn (2980 m n.p.m.)                        |
| 64     | Oberhalbsteiner Alpen (Platta-Gruppe); Alpi del Platta                             |                                                 | Westliche Ostalpen (Alpy Retyckie)                           | Szwajcaria Włochy                | Piz Platta                 | 3392                | Piz Platta (3392 m n.p.m.)                            |
| 65     | Albula-Alpen                                                                       |                                                 | Westliche Ostalpen (Alpy Retyckie)                           | Szwajcaria                       | Piz Kesch                  | 3418                | Piz Kesch (3418 m n.p.m.)                             |
| 66     | Bernina-Alpen: - 66a Berninagruppe - 66b Bergell                                   | Położenie Bernina-Alpen na mapie Alp            | Westliche Ostalpen (Alpy Retyckie)                           | Włochy Szwajcaria                | Piz Bernina                | 4049                | Piz Bernina (4049 m n.p.m.)                           |
| 67     | Livigno-Alpen; Alpi di Livigno                                                     | Położenie Livigno-Alpen na mapie Alp            | Westliche Ostalpen (Alpy Retyckie)                           | Włochy Szwajcaria                | Cima de’ Piazzi            | 3439                | Cima de’ Piazzi (3439 m n.p.m.)                       |
| 68     | Alpy Bergamskie; Alpi Orobie; Alpi Bergamasche (Bergamasker Alpen)                 |                                                 | Westliche Ostalpen; Południowe Alpy Wapienne                 | Włochy                           | Pizzo di Coca              | 3052                | Pizzo di Coca (3052 m n.p.m.)                         |

1. ↑  W kolumnie nazwa (odpowiednią czcionką):
  - polski egzonim (za KSNG; o ile istnieje);
  - endonim(y);
  - ew. (nazwa niemiecka według AVE) – np. gdy pasmo leży w Słowenii lub Włoszech (poza Południowym Tyrolem), czyli poza obszarem niemieckojęzycznym, gdy niemiecka nazwa nie jest endonimem.
2. ↑  W kolumnie jednostki dominujące (odpowiednią czcionką):
  - nazwa jednostki dominującej według podziału AVE;
  - nazwa jednostki dominującej dla pasma – zgodna z informacjami podawanymi w hasłach polskiej Wikipedii nt. poszczególnych łańcuchów górskich (zwykle za SummitPost.org lub/i Encyklopedią PWN);
  - (nazwa podgrupy jednostki dominującej obejmującej pasmo) – zgodna z informacjami podawanymi w hasłach polskiej Wikipedii nt. poszczególnych łańcuchów górskich (zwykle za SummitPost.org lub/i Encyklopedią PWN)
3. ↑  Nie istnieje jeden oficjalny, uniwersalny podział Alp na grupy górskie używany we wszystkich krajach alpejskich, mimo podejmowanych prób stworzenia międzynarodowej klasyfikacji podgrup Alp (patrz np. SOIUSA). Podział Alp Wschodnich na cztery jednostki dominujące AVE (Nördliche Ostalpen, Zentrale Ostalpen, Südliche Ostalpen, Westliche Ostalpen) nie jest tożsamy z klasyfikacją, podawaną np. przez SummitPost.org, w której wymienia się trzy grupy nadrzędne (Północne Alpy Wapienne, Alpy Centralne, Południowe Alpy Wapienne).
4. ↑  W 1984 zaklasyfikowane w części do Dolomitów (52) a w pozostałej części do Prealpi Carniche (Südliche Karnische Alpen) (57b).
5. 1 2  Numery obszarów, które nie zaliczają się do Alp Wschodnich. Deutscher Alpenverein i Österreichischer Alpenverein używały ich w przewodnikach turystycznych opisujących schroniska górskie.
6. ↑  Włoski endonim: Alpi del Bernina.
7. ↑  Włoski endonim: Massiccio del Bernina.
8. ↑  Włoski endonim: Monti della Val Bregaglia.